# The Yellow Monkey
The Yellow Monkey (ザイエローモンキー), abreviado pelos fãs para yemon (イエモン), é uma banda japonesa de rock formada em 1988, contando com Kazuya Yoshii (vocal e guitarra), Hideaki Kikuchi (guitarra, backing vocal), Youichi Hirose (baixo, backing vocal) e Eiji Kikuchi (bateria). O nome sarcástico da banda, segundo os integrantes, deriva do preconceito étnico de que o povo japonês tem aparência simiesca (Monkey) e que os orientais sejam conhecidos como amarelos (Yellow). Mas, a própria banda já apresentou várias origens diferentes para o nome. O The Yellow Monkey encerrou suas atividades, oficialmente, em 2004, com nove álbuns de estúdio. Eles voltaram as atividades em 2016.
O The Yellow Monkey é tido como um dos grupos de rock mais importantes do Japão e, ao lado das bandas X Japan e Luna Sea, é um dos responsáveis pelo aumento de popularidade do estilo, especialmente entre o público adulto. Venderam mais de 10 milhões de discos, incluindo 6,2 milhões de singles. O grupo conseguiu três álbuns consecutivos em primeiro lugar na Oricon, 18 singles no top dez e em 2003 ficou em 81º lugar na lista da HMV Japan de 100 artistas pop japoneses mais importantes.
Seu sucesso no país natal foi enorme, e segundo alguns críticos, a banda poderia estar na lista dos 100 principais artistas do Japão, um grande feito para um grupo cujas músicas eram consideradas populares, fugindo do padrão japonês voltado para canções tradicionais. Porém, fora do país natal, o The Yellow Monkey, à exceção de em alguns países asiáticos, foi pouco conhecido, sendo lembrado em grande parte pela música Tactics, primeiro encerramento do famoso anime Rurouni Kenshin, tido até hoje como um dos melhores temas de animes já usados. Seus hits mais famosos são a já citada Tactics, Rakuen, Spark, Burn, Seinaru Umi to Sunshine, Tsuioku no Mermaid e Jam.

## História
The Yellow Monkey teve início em 1989, com o quarteto formado por Kazuya, no baixo, que na ocasião integrava uma banda chamada Urgh Police; Youichi Hirose, que realizava shows em Tóquio; Eiji e o irmão, Hideaki. O quarteto passou a realizar shows pelo circuito underground. Uma das casas de shows que o quarteto frequentava era o La Mama, em Shibuya. O fã clube da banda surgia, enquanto o quarteto se preparava para lançar seu primeiro trabalho.
Em 1991, a banda finalmente lançou seu primeiro trabalho Indie, o Bunched Birth, com sete canções originais: um trabalho "cru", com influências do Glam Rock britânico, especialmente da banda T. Rex e de David Bowie, e letras de autoria do vocalista Kazuya Yoshii. O trabalho foi bem recebido pelo público e impulsionou o lançamento do primeiro álbum major, The Night Snails and Plastic Boogie, em 1992. São composições mais elaboradas do que as do primeiro trabalho, mas ainda demonstrando as influências da banda de Marc Bolan. O quarteto ganha popularidade devido ao single Romantist Taste e, principalmente, à balada Pearl Light of Revolution, que já dava mostras do potencial das composições de Kazuya.
Em 1993, a banda lança seu segundo trabalho, o Experience Movie, que consagrou o Kazuya Yoshii como um dos melhores letristas e vocalistas do Japão, e Hideaki Kikuchi como um dos melhores guitarristas. A banda também começou a ser admirada pelas apresentações ao vivo, devido ao carisma e performance de Kazuya. O visual andrógino fazia parte das principais bandas da época, como X Japan, Buck-Tick, Luna Sea, L'Arc en Ciel e o próprio The Yellow Monkey. O que parecia uma tendência homoerótica era, na verdade, influência das bandas e artistas britânicos de Glam Rock dos anos 1970, como os já citados T. Rex e David Bowie. Todavia, o quarteto ainda não tinha alcançado um sucesso expressivo no mainstream.
No ano de 1994 lançam o álbum Jaguar Hard Pain. Um disco conceitual contando a saga de Jaguar, um soldado morto em combate que volta à vida para encontrar Mary, sua amada. Este disco foi o último trabalho da primeira fase do quarteto, cujas canções não tinham quase nenhum apelo popular. No final daquela turnê, a banda apresentou, o que outras bandas conseguiam com muitos anos de existência, um show no Nippon Budokan.

### O Sucesso
O The Yellow Monkey já se tornara grande no Japão, porém no começo do ano de 1995 lançaram o álbum Smile, dando à banda a chance de fazer um show em Londres. Agora as influências de Hard Rock fizeram-se mais presentes, deixando de lado o Glam Rock e apostando em um som mais direto. O álbum foi mais um sucesso de público, e a banda emplacou o hit Love Communication, que ficou nas primeiras posições da ORICON. Outras músicas tornaram-se
clássicos da banda como Nagekunari Waga Yoru no Fantasy, Nettaiya, a balada Hard Rain e Venus no Hana. A turnê do álbum no Japão contou com mais de quarenta apresentações. O visual da banda aos poucos começava a mudar, deixando o lado andrógino de lado e partindo para uma atitude mais rock n' roll.
Quando parecia que a banda ia descansar, no final de 1995, é lançado o álbum Four Seasons (que fora gravado em Londres). Sucesso na época de seu lançamento, é o álbum mais vendido e conhecido da banda. Contando com músicas mais acessíveis, o álbum teve uma recepção calorosa também pelos fãs de animes, já que a faixa Tactics foi usada como primeiro encerramento do anime Rurouni Kenshin/Samurai X, fazendo com que o single se tornasse, até aquele momento, o mais vendido da banda. Muitos outros clássicos já eram identificados, como a Taiyou Ga Moeteiru, o rock and roll I Love You Baby, e músicas como Father, Tsuioku no Mermaid e Tsuki no Uta. Apesar do sucesso do disco, o The Yellow Monkey continuava sendo uma banda "cult", já que as letras e performances ao vivo permaneciam as mesmas.
Depois de dois discos seguidos, a banda decidiu fazer uma pausa de um ano, já que Kazuya entrou em estresse por causa do exaustivo trabalho de composição dos dois discos anteriores. No final de 1996, porém, a banda fez um show especial, o Mekara Uroko 7, um concerto para os fãs mais antigos da banda, no qual tocaram músicas anteriores ao álbum Smile, o qual muitos desses fãs antigos consideraram pop demais. Uma parte inesquecível deste concerto foi o momento em que tocaram Pearl Light of Revolution com orquestra que, segundo Kazuya, foi um dos momentos mais marcantes de sua carreira.
O The Yellow Monkey voltou em 1997 com o álbum considerado o melhor da banda: Sicks. O disco tinha uma sonoridade diferente dos dois anteriores. Era uma mistura do som atual do grupo com os primeiros trabalhos. Com composições mais trabalhadas, maduras e cadenciadas, Sicks foi um sucesso estrondoso de crítica. A principal característica do disco é a preocupação da banda com os arranjos, o que fica evidente já na primeira faixa Rainbow Man. O único single do disco foi Rakuen, que até hoje é uma de suas músicas mais conhecidas. The Yellow Monkey foi o sétimo artista musical japonês que mais vendeu em 1997, segundo a Oricon
Apesar se ser um álbum conciso, cujas composições são todas equivalentes em qualidade, há três canções que roubam a cena. A primeira é a já citada Rakuen, cadenciada e com um refrão forte; a segunda é a balada Jinsei no Owari (For Grandmother), considerada a melhor balada do The Yellow Monkey; e a canção de mais de oito minutos, tida como a melhor canção que a banda já fez, a Tengoku Ryokou. Outro destaque da banda, é a interpretação teatral de Kazuya. A partir deste disco, o The Yellow Monkey abandonou de vez as tendências andróginas de suas apresentações, concentrando-se mais nas interpretações fortes. Neste instante, Kazuya passou a ser considerado um ícone" do rock n' roll japonês.
No ano de 1998 a banda lança o álbum Punch Drunkard, contendo canções marcantes como Kyuukon e as Burn (que se tornou o single mais vendido da banda) e Love Love Show. Apesar de conter canções mais acessíveis, como as já citadas, o álbum trazia de certa maneira a mesma fórmula livre de composição do Sicks. O sucesso do disco possibilitou uma turnê de 115 shows, a mais bem sucedida de sua história.  Neste ponto, a banda já era a principal e mais influente do Japão, e arriscou outra turnê pelo Reino Unido.
Após a exaustiva sucessão de shows e turnês, o grupo faz uma pausa que dura mais de um ano. Voltando, em  2000, o The Yellow Monkey lança seu último disco de inéditas, álbum 8, que foi bem recebido tanto pela crítica quanto pelo público. Lançaram diversos singles: Pearl, Seinaru Umi to Sunshine, Barairo no Hibi e Shock Hearts. O álbum, que conta com canções bem variadas, é tido como o mais ocidental da banda. O grupo não fez muitos shows naquele ano.

### O Fim
Em 2001, o grupo fez uma pausa, mas ainda lança a coletânea Golden Years Singles 1996-2001. Os integrantes realizaram trabalhos solo, com Kazuya alcançando maior sucesso, agora adotando o nome artístico de Yoshii Lovinson, que alguns anos mais tarde foi abandonado. Hirose também conseguiu relativo sucesso com sua nova banda Heesey with Dudes.
No ano de 2004, a banda lançou o álbum Mother of All the Best, gravou singles, b-sides, demos e realizou apresentações ao vivo. Logo em seguida, foi anunciado oficialmente o fim da banda, o que, de certa forma, já vinha ocorrendo desde o ano 2000, quando duas outras bandas lançaram seus últimos trabalhos: o Luna Sea; e o Siam Shade.
Um álbum tributo com dois discos intitulado This is For You ~ The Yellow Monkey Tribute Album foi lançado em 9 de dezembro de 2009, apresentando covers de artistas como Mucc, Fujifabric, 9mm Parabellum Bullet, Morgan Fisher e Kreva. Já a canção "Jam" foi tocada por Chemical Pictures no álbum Crush! 2 -90's V-Rock Best Hit Cover Songs-, lançado em 23 de novembro de 2011.
Em 2012, um remix de seu primeiro single foi lançado em comemoração ao 20º aniversário de sua estreia em uma grande gravadora. Masterizado por Ted Jensen, "Romantist Taste 2012" foi lançado em 10 de outubro.
Um documentário de sua turnê de 113 datas, de abril de 1998 a março de 1999, foi lançado nos cinemas de todo o país em 2013, intitulado Pandora: The Yellow Monkey Punch Drunkard Tour The Movie. Inclui uma entrevista com os quatro membros juntos, a primeira vez desde que a banda se separou.

### Reunião (2016-presente)
Rumores sobre um recomeço da banda começaram a circular após um site misterioso aparecer, apresentando a foto de um casulo e uma contagem regressiva até 8 de janeiro de 2016. Várias pistas na página levaram à noção de reunião da banda, incluindo as coordenadas GPS do local onde eles realizaram seu primeiro show. Foi confirmado em 8 de janeiro que o The Yellow Monkey se reuniria para uma turnê de vinte datas em uma arena, começando com seu primeiro show em quinze anos em 11 de maio no Yoyogi National Gymnasium. Foi Yoshii quem decidiu a reunião, quando mandou um e-mail aos outros membros sobre isso depois de ver a apresentação dos Rolling Stones em Londres em 2013. Sua primeira música desde a reformação, "Alright", estreou na rádio em 10 de fevereiro de 2016. "Alright" está incluída como lado B do primeiro single desde a reunião, "Suna no Tō", lançado em 19 de outubro de 2016. Durante todo o ano,  eles realizaram 42 shows para mais de 360.000 pessoas. A banda foi homenageada com um prêmio especial no 58° Japan Record Awards em 2016, e o prêmio Best Respect Artist no Space Shower Music Awards de 2017 por seus feitos e influência na música.
Em comemoração ao 25º aniversário de sua estreia em uma grande gravadora, o álbum de regravações The Yellow Monkey is Here. New Best foi lançado em 21 de maio de 2017. Ele traz novas gravações das primeiras dezesseis canções de Yemon -Fan's Best Selection-, cuja lista de faixas foi votada pelos fãs. Uma edição especial do álbum inclui um segundo CD com a canção inédita "Rosanna". A banda gravou um cover de "Ziggy Stardust" de David Bowie, lançado digitalmente em um disco de 7 polegadas feito sob encomenda em 13 de setembro de 2017, exclusivamente para compra na Amazon japonesa, juntamente com uma gravação ao vivo da mesma música lançada em 8 de janeiro de 2018. Outra canção inédita chamada "Stars" foi lançada digitalmente em 27 de outubro de 2017. O single "Horizon", música tema do filme Ototoki, foi lançado digitalmente em 29 de novembro como a parte final de três lançamentos mensais consecutivos. Nos dias 9 e 10 de dezembro, o The Yellow Monkey se apresentou no Tokyo Dome pela primeira vez em 17 anos.
Em outubro de 2018, foi anunciado que a banda havia assinado contrato com a Atlantic/Warner Music Japan. Logo após, em 9 de novembro, o catálogo do The Yellow Monkey foi disponibilizado em serviços digitais de streaming em todo o mundo. Nesse mesmo dia, a nova canção "Tentomushi" foi lançada. "I Don't Know" foi lançada digitalmente em 25 de janeiro de 2019. Depois dos dois singles, seu décimo álbum de estúdio e o primeiro em 19 anos, 9999, foi lançado em 17 de abril e apoiado por uma longa turnê nacional de abril a setembro. Foi nomeado Álbum do Ano no 61° Japan Record Awards. Em 6 de agosto, a banda fez um show surpresa no Shibuya La Mama limitado a 250 pessoas, o mesmo local onde fizeram o primeiro show de sua carreira cerca de 30 anos antes. Em comemoração ao seu 30º aniversário, eles lançaram uma versão expandida de 9999 e planejaram quatro concertos no Tokyo Dome entre 28 de dezembro de 2019 e 5 de abril de 2020. No entanto, os concertos de 4 e 5 de abril foram cancelados devido à pandemia de COVID-19 no Japão. Quatro concertos adicionais de aniversário foram realizados entre 3 de novembro e 28 de dezembro, e foram lançados em home video em março de 2021. O primeiro álbum ao vivo da banda em mais de 20 anos, Live Loud, foi lançado em fevereiro com sua lista de faixas votada pelos fãs.
Todos os quatro integrantes da banda contribuíram para o single de março de 2023 "Bye-Bye Show" do grupo de idols Bish. Yoshii escreveu e produziu a música, enquanto os outros três tocam. Em outubro de 2023, Yoshii revelou que passou por três cirurgias para remover o que se acreditava serem pólipos de sua garganta entre fevereiro e outubro de 2022. Após mais testes, ele foi diagnosticado com câncer de laringe em estágio inicial, tratado e considerado livre do câncer no início de 2023. The Yellow Monkey lançou a música "Hotel Neutrino" digitalmente em 1º de janeiro de 2024, seguida por "Shine On" em 3 de abril. Eles fizeram seu primeiro show em três anos no Tokyo Dome em 27 de abril e lançaram seu décimo primeiro álbum de estúdio Sparkle X em 29 de maio.

## Estilo musical e temas
Yū Aoki do M-ON! Music escreveu que o som do The Yellow Monkey é baseado no glam rock e no hard rock. Tomoki Takahashi da Rockin'On observou que, embora todos os quatro membros tenham se originado na cena japonesa de metal dos anos 1980, seu som mistura elementos de David Bowie, T. Rex, Lou Reed e New York Dolls. Essa comparação também integra o uso da moda e da maquiagem, dando-lhes uma imagem visual proeminente. Porém, Aoki escreveu que apesar dessa influência ocidental, The Yellow Monkey usa conscientemente expressões exclusivamente japonesas por meio da melodia, letras e temas. Aoki também notou como a banda tem muitos exemplos de eros e conceitos decadentes em suas obras, principalmente no início de sua carreira. Takahashi escreveu que a estética decadente e a visão de mundo permanecem no cerne da banda, assim como uma musicalidade profunda.

## Membros
- Kazuya "Lovin" Yoshii (吉井和哉) – vocais, guitarra
- Hideaki "Emma" Kikuchi (菊地英昭) – guitarra, vocais de apoio
- Yoichi "Heesey" Hirose (廣瀬洋一) – baixo, vocais de apoio
- Eiji "Annie" Kikuchi (菊地英二) – bateria

## Discografia
- Bunched Birth (1991)
- The Night Snails and Plastic Boogie (1992)
- Experience Movie (1993)
- Jaguar Hard Pain (1994)
- Smile (1995)
- Four Seasons (1995)
- Sicks (1996)
- Punch Drunkard (1998)
- 8 (2000)
- 9999 (2019)
- Sparkle X (2024)

## Prêmios
| Ano  | Prêmio                               | Categoria                                  | Trabalho                                                                | Resultado |
| ---- | ------------------------------------ | ------------------------------------------ | ----------------------------------------------------------------------- | --------- |
| 1997 | MTV Video Music Awards de 1997       | Escolha da Audiência Internacional - Japão | "Rakuen"                                                                | Indicado  |
| 2016 | MTV Video Music Awards de 2016 Japão | Prêmio da Inspiração - Japão               | The Yellow Monkey                                                       | Venceu    |
| 2016 | MTV Video Music Awards de 2016 Japão | Melhor Vídeo em Grupo - Japão              | "Alright"                                                               | Indicado  |
| 2016 | MTV Video Music Awards de 2016 Japão | Melhor Vídeo de Rock                       | "Alright"                                                               | Indicado  |
| 2016 | 49° Japan Cable Awards               | Prêmio especial                            | "Spark" e "Tower of Sand"                                               | Venceu    |
| 2016 | 58° Japan Record Awards              | Prêmio especial                            | The Yellow Monkey                                                       | Venceu    |
| 2017 | Space Shower Music Awards            | Melhor Artista Respeitado                  | The Yellow Monkey                                                       | Venceu    |
| 2017 | 9° CD Shop Awards                    | Prêmio Vídeo Ao Vivo                       | The Yellow Monkey Super Japan Tour 2016 -Saitama Super Arena 2016.7.10- | Venceu    |
| 2018 | Space Shower Music Awards            | Melhor Artista em Grupo                    | The Yellow Monkey                                                       | Indicado  |
| 2019 | 61° Japan Record Awards              | Álbum do Ano                               | 9999                                                                    | Venceu    |
| 2020 | 12° CD Shop Awards                   | Trabalho vencedor                          | 9999                                                                    | Venceu    |
| 2020 | Space Shower Music Awards            | Melhor Artista em Grupo                    | The Yellow Monkey                                                       | Indicado  |
| 2020 | Space Shower Music Awards            | Álbum do Ano                               | 9999                                                                    | Venceu    |